# Paralycaea gracilis
Paralycaea gracilis är en kräftdjursart. Paralycaea gracilis ingår i släktet Paralycaea och familjen Pronoidae. Inga underarter finns listade i Catalogue of Life.